# Oscar van Rappard
Oscar van Rappard (né le 2 avril 1896 à Probolinggo et mort le 18 avril 1962 à La Haye) est un footballeur international néerlandais. Il participe aux Jeux olympiques d'été de 1920, remportant la médaille de bronze avec les Pays-Bas.

## Biographie
Dick MacNeill reçoit quatre sélections en équipe des Pays-Bas lors de l'année 1920, sans inscrire de but.
Il participe aux Jeux olympiques d'été de 1920 organisés en Belgique. Lors du tournoi olympique, il joue quatre matchs, contre le Luxembourg, la Suède, la Belgique, et l'Espagne.

## Palmarès

### Jeux olympiques
- Jeux olympiques de 1920 :
  -  Médaille de bronze.